# Петар Поповић (новинар)
Петар Поповић је самостални новинар.
Рођен је 1940. године. Од 1966. сарадник је „Политике“. Извештавао је из Африке. Запажене су његове репортаже о паду Иди Амина и глади у Уганди, грађанском рату у Анголи, последњим данима Родезије и апартхејда у Јужној Африци. Био је стални дописник „Политике“ из Уједињеног Краљевства и Русије.
Није члан новинарских удружења. Живи и ради у Београду.